# 河津太郎
河津 太郎（かわづ たろう、1969年 - ）は、日本の撮影監督。東京都出身。武蔵野美術大学卒。アングルピクチャーズ株式会社 所属。

## 来歴
武蔵野美術大学在学中の1994年、映画監督の佐藤信介と、Angle Picturesを立ち上げ、2011年12月に法人化。主に佐藤監督作品の撮影監督を務めている。
2020年には、映画『キングダム』（2019年公開）で第43回日本アカデミー賞最優秀撮影賞を受賞した。。

## 映画
- LOVE SONG（2001年、撮影監督）
- 修羅雪姫（2001年、撮影監督）
- 隣人13号（2004年、撮影）
- 日本沈没（2006年、撮影）
- 砂時計 （2008年、撮影）
- GANTZ（2011年、撮影）
- GANTZ PERFECT ANSWER（2011年、撮影）
- ガール（2012年、撮影監督）
- 図書館戦争（2013年、撮影監督）
- 万能鑑定士Q -モナ・リザの瞳-（2014年、撮影）
- 図書館戦争 -THE LAST MISSION-（2015年、撮影監督）
- アイアムアヒーロー（2016年、撮影監督）
- デスノート Light up the NEW world（2016年、撮影監督）
- 去年の冬、きみと別れ（2018年、撮影監督）
- いぬやしき（2018年）
- BLEACH 死神代行篇（2018年、撮影監督）
- キングダム（2019年、撮影監督）

## PV
- 椎名林檎「百色眼鏡」
- Mr.Children「くるみ」
- 山下達郎「FOREVER MINE」

## CM
- グノシー Gunosy
- トヨタ自動車 TOYOTOWN（出演：木村拓哉 ほか）
- ロート製薬 デ・オウ（出演：伊藤英明）
- 森永乳業 アロエヨーグルト（出演：堀北真希）
- SK-II 福山雅治×SK-II 第二弾（出演：福山雅治）
- KOSE アスタブラン（出演：天海祐希）
- グリコ ポッキーチョコレート（出演：二宮和也）
- グリコ ウォーターリングキスミント（出演：Kis-My-Ft2）
- トヨタ ReBornチャンネル篇（出演：西尾由佳理）
- アサヒ WONDA（出演：AKB48）